# ベントレー・マークV

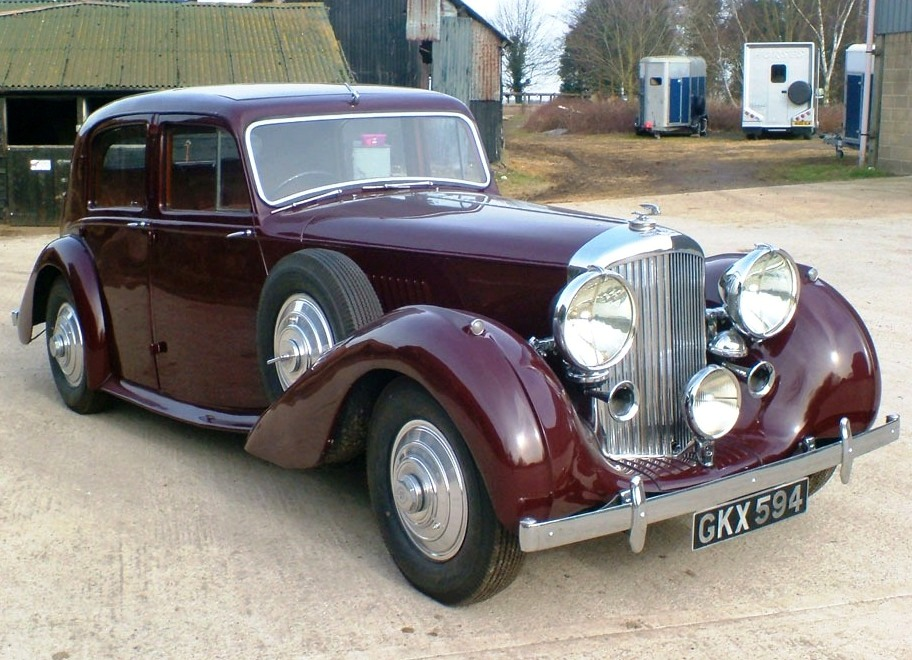
マークV

マークVはベントレーが1939年から1941年に製造した乗用自動車である。
ロールス・ロイス・レイスをベースに小型化簡素化したシャシを使用したが、前輪にコイルスプリングによる独立懸架を装備する等改良もされていた。エンジンは4¼リットル用と基本的に同一。ホイールベースはレイスの136inから124inへと大幅に短縮されている。最高速度は156km/h。
第二次世界大戦の勃発により大量生産には至らずシャシ完成が15台、ボディを架装されたのは11台に留まった。さらに圧縮比を向上しキャブレターを大型化したコーニッシュも製作されたが、これは試作1台に終わった。後継車は戦後になり、ロールス・ロイス・シルヴァードーンの兄弟車として発売されたマークVI。